# Херсонський обласний академічний музично-драматичний театр імені Миколи Куліша
Херсонський обласний академічний музично-драматичний театр імені Миколи Куліша — обласний академічний музично-драматичний театр, один із найбільших театрів Південної України, головна театральна сцена Херсонської області. Розташований у спеціально зведеній функціональній будівлі в центрі Херсона за адресою: вул. Театральна, 7.
Генеральний директор-художній керівник театру — народний артист України Олександр Книга.

## Історія
Театральне мистецтво в Херсоні бере свій початок з 1830-х років. У 1823—1828 роках дворянство Херсонської губернії придбало будинок генерала Лобрі і у 1830-х роках пристосувало одне з приміщень його для театру, в якому і тулилося сценічне мистецтво близько 50 років. У серпні 1846 року приїжджав український актор Михайло Щепкін, взявши участь у виставі херсонського театру, згодом писав, що йому сподобався місцевий колектив, сподобалась доброзичлива публіка, але дуже не сподобалося театральне приміщення — тісне і незатишне.
Херсонський глядач вже тоді любив свій театр. Навіть таке приміщення, як правило, було переповненим. У 1883 році за ініціативою губернатора О. С. Ерделі на засіданні міської думи вирішено розпочати в Херсоні будівництво приміщення театру. Проєкт здійснив архітектор Владислав Домбровський, який взяв за основу приміщення Одеського оперного театру.
1 жовтня 1889 року відбулося відкриття Херсонського міського театру.
6 листопада 1936 року відбулася прем'єра вистави «Переможці смерті» (п'єса В. Власова), у Херсоні відкрився новий театр. Називався він Херсонський міський український драматичний театр, потім Херсонський обласний український музично-драматичний театр, із 1990 року — імені Миколи Куліша, з 2005 року — Херсонський обласний академічний музично-драматичний театр імені Миколи Куліша.
У різні часи в театрі працювали: Владислав Данченко, Л. Свободіна, Іван Гранкін, В. Свєтланова, О. Каро, Г. Шевченко, М. Литвиненко, А. Щітка, Д. Короленко, Г. Мікуцька, А. Дмітрієва, Л. Мосєйчук, Валентина Галл-Савальська, Н. Литвиненко, Віктор Балаш, Іван Басюк, Олександр Горбенко, Микола Равицький та багато інших. Серед провідних артистів театру — народні артисти України Анатолій Манойло, Ружена Рубльова, Анатолій Толок, Василь Чорношкур, Олена Галл-Савальська.
Під час німецько-радянської війни старе приміщення театру було підірване, але у 1950-х роках XX століття  було збудоване нове приміщення. Вже відбудований Херсонський обласний музично-драматичний театр відкрили у жовтні 1962-го. У 1990-му році йому було присвоєно ім’я Миколи Куліша, у 2005-му році дали статус академічного театру.

## Театр до початку повномасштабного вторгнення
Свою діяльність театр здійснює на 7 сценічних майданчиках :
Велика сцена театру – 700 місць;
Театр-кафе – 150 місць;
Сцена під дахом – 135 місць;
Експериментальна сцена на пленері (БЗТ «Чумацька Криниця») – 300 місць;
Сцена під колом – 60 місць;
Театральний дворик – 150 місць;
Сцена на сцені – 150 місць.
У середньому щомісяця театр грає 36-40 вистав та випускає 12-16 прем’єрних вистав на рік: 2011 рік – 14 прем’єр, 2012 рік – 12 прем’єр, 2013 рік – 13 прем’єр, 2014 рік – 14 прем’єр, 2015 рік – 20 прем’єр, 2016 рік – 15 прем’єр, 2017 рік – 17 прем’єр, 2018 рік – 15 прем’єр, 2019 рік – 14 прем’єр, 2020 рік – 15 прем’єр, 2021 рік – 13 прем’єр.
До початку повномасштабного вторгнення в репертуарі театру Куліша було 57 вистав на твори українських та закордонних драматургів.

## Художній керівник
Останні 34 роки театром керує Олександр Книга, який об’єднав навколо себе потужну та дієву команду.
Олександр Книга приділяє чималу увагу соціальним і культурним проблемам, організовує акції та флешмоби, створює тематичні заходи на підтримку та захист архітектурних та історичних пам’яток. Зокрема, під час  ХХІІ «Мельпомени Таврії» аби привернути увагу до проблемного стану архітектурних та історичних пам’яток Херсона, організував захід в Обласному палаці культури. У великій залі будівлі показали моновиставу «Не плачте за мною ніколи» Марії Матіос. Окрім того, Олександр Книга був ініціатором запуску флешмобу на підтримку медиків – люди фотографувалися з тематичними табличками на кшталт «Я мию руки, адже ціную лікарів» та викладали у соціальних мережах з хештегом #Я_ЦІНУЮ_ЛІКАРІВ. Робить спільні соціально-важливі проєкти. Приміром, спільні проєкти з Міжнародною антинаркотичною асоціацією – вистави «Ілюзія» та «Моя хата скраю…», акції з прибирання та замальовування реклами вуличних наркотиків тощо.
Протягом 2018-2020 років був членом Наглядової ради Українського культурного фонду. Є співзасновником та обраним на зборах головою Євразійської Театральної Асоціації (у червні 2022 року його обрали вже на другий термін). 

## Колектив
Акторська трупа театру нараховує 32 актора, 6 артистів балету, 14 артистів оркестру, 8 артистів-вокалістів. У тому числі 5 народних артистів України: Анатолій Толок, Олена Галл-Савальська, Олександр Книга, Лариса Кадирова, Василь Чорношкур; 6 заслужених артистів України: Світлана Добровольська, Сергій Михайловський, Руслан Вишнивецький, Олександра Тарновська, Тетяна Проворова, Таїсія Новачук; 2 заслужених діяча мистецтв України: Ірина Корольова, Сергій Павлюк. У творчому складі театру – 3 режисери: головний режисер театру Сергій Павлюк, Ірина Корольова, Євгеній Резніченко.

## Міжнародний театральний фестиваль "Мельпомена Таврії"
У 1999 році за ініціативою директора театру започатковано проведення театрального фестивалю «Мельпомена Таврії», який у 2003 році набув статусу «Міжнародний». У межах фестивалю відбуваються наради директорів Міністерства культури України, Міжнародні режисерські конференції, творчі зустрічі драматургів, майстер-класи, літературні симпозіуми. За 25 років існування на фестивалі було показано понад 516 вистав, його відвідали близько 230 театрів зі 100 міст більш, ніж 20 країн світу. Зокрема, брали участь театральні колективи з Білорусі, Угорщини, Польщі, Румунії, Молдови, Португалії, Грузії, Азербайджану, Латвії, Литви, Ізраїлю, Франції, Болгарії, Туреччини, Австрії, Німеччини, Вірменії та інших, що свідчить про європейське визнання фестивалю. ХХV фестиваль пройшов за підтримки Агентства США з міжнародного розвитку USAID.

## Театр під час окупації Херсона
Близько місяця 50 осіб проживало в сховищі театру. Рашисти обшукували приміщення, після чого зрання 23 березня 2022 року викрали директора Олександра Книгу. Ця новина сколихнула митців всієї країни та інших держав, і вже ввечері очільника відпустили, та продовжили примушувати відкривати театр. Врешті, Олександр Книга виїхав з родиною на підконтрольну Україні територію, як і частина співробітників театру.
Після початку повномасштабного вторгнення та окупації російськими загарбниками Херсона й приміщення театру колектив був розкиданий по всьому світу, але й це не стало на заваді мистецької діяльності. У вересні 2022-го у Києві було показано відновлену виставу «Кицька на спогад про темінь» за п’єсою Неди Нежданої. Актриса, яка виконувала роль Жінки, почала співпрацювати з окупантами, тому виставу було фактично створено знову за участю іншої актриси театру Ольги Бойцової.
Тоді ж вирішили створити прем’єру про Херсон. У Києві зібрались артисти, які виїхали з окупованого міста – заслужений артист України Руслан Вишнивецький, Євгенія Кірсанова, Олена Пасько. У столиці була Ангеліна Павлюк. Підтягнули наших земляків, які тривалий час проживають у Києві – Валерія Гайфулліна та народного артиста України Василя Чорношкура. Також проєкт підтримала Римма Зюбіна. Починали працювати з п’єсою  «Незламний Херсон», а завершилось тим, що артисти на сцені тепер розповідають свої особисті історії життя в окупації та виїзду на підконтрольну. Прем’єра вистави «Лишатися (не) можна…» відбулась 14 жовтня на Новій сцені Національного академічного драматичного театру імені Лесі Українки.

## Театр після звільнення Херсона
Майже відразу після звільнення міста директор театру Олександр Книга повернувся в Херсон та відновив роботу в безпечному підвальному приміщенні – артхабі в укритті. Наразі саме там готуються прем'єри, відбуваються покази вистав, концертних програм, кінопокази, лекції, тренінги, виставки картин та майстер-класи для дітей, в тому числі – і для дітей із особливими потребами. Там була одна зі сцен ХХV Міжнародного театрального фестивалю «Мельпомена Таврії», а також проходила Креативно-терапевтична платформа.
Після деокупації колектив випустив прем’єри: у Кропивницькому спільно з Театром ім. Кропивницького «Заборонений» Сергія Дзюби та Артемія Кірсанова, «Позивний "Горобчик"» Наталки Ворожбит, а також низку концертних програм для підтримки бойового духу містян. Зокрема, «Сам собі країна» на творчість Андрія Кузьменка та «Герої нескореної країни».

## Репертуар

### Велика сцена
- «12 стільців» Ільфа та Петрова, реж. С. Павлюк (прем’єра відбулася 24.12.2021р.)
- «Вічність і ще один день» М. Павича, реж. С. Павлюк (прем’єра відбулася 23.02.2022р.)
- «Дванадцята ніч, або що захочете» В. Шекспіра, реж. Є. Резніченко (прем’єра відбулася 16.07.2020р.)
- «Джаз і дівчата» реж. С. Павлюк (прем’єра відбулася 22.12.2015р.)
- «За двома зайцями» М. Старицького, реж. С. Павлюк (прем’єра відбулася 22.12.2016р.)
- «Зірка кохання» реж. С. Павлюк (прем’єра відбулася 14.02.2019р.)
- «Каліка з острова Інішмаан» М. МакДонаха, реж. С. Павлюк (прем’єра відбулася 15.10.2016р.)
- «Криваве весілля» Ф. Г. Лорки, реж. К. Гогідзе (прем’єра відбулася 01.10.2021р.)
- «Лавина» Т. Джюдженоглу, реж. Л.-М. Зайкаускас (прем’єра відбулася 18.09.2018р.)
- «Легенда про Дракона» С. Новачука, реж. І. Корольова (прем’єра відбулася 16.12.2019р.)
- «Лишатися (не) можна...», реж. Є. Резніченко (прем’єра відбулася 14.10.2022р.)
- «Ніч перед Різдвом» М. Гоголя, реж. С. Павлюк (прем’єра відбулася 25.12.2013р.)
- «Станцюй зі мною танго» Н. Мірзіашвілі, реж. К. Гогідзе (прем’єра відбулася 17.10.2020р.)
- «Фатальні пристрасті» реж. С. Павлюк (прем’єра відбулася 12.02.2022р.)
- «Фея у царстві тролів» С. Новачука, реж. І. Корольова (прем’єра відбулася 15.12.2017р.)
- «Херсонські манси» А. Марущака, реж. І. Корольова (прем’єра відбулася 12.02.2016р.)
- «Чайка» А. Чехова у перекладі П. Тичини, реж. А. Май (прем’єра відбулася 26.03.2021р.)
- «Шість страв з однієї курки» реж. С. Павлюк (прем’єра відбулася 13.11.2015р.)

### Театр-кафе
- «Герої нескореної країни» реж. І. Корольова (прем’єра відбулася 01.10.2023р.)
- «Два серця» реж. С. Павлюк (прем’єра відбулася 09.03.2008р.)
- «Заборонений» А. Кірсанова та С. Дзюби, реж. С. Павлюк (премєра відбулася 28.06.2023р.)
- «Коза-Дереза» реж. К. Слажнєва (прем’єра відбулася 24.02.2019р.)
- «Кохання до...» А. Ніколаі, реж. С. Мельнікова та Т. Проворова (прем’єра відбулася 16.03.2022р.)
- «Місто щасливих людей» О. Марданя, реж. А. Козирицька (прем’єра відбулася 01.12.2017р.)
- «Монолог актриси» авт. і реж. С. Павлюка (прем’єра відбулася 25.06.2016р.)
- «Моя дорога Сільвія» А. Рамсделла Генрі-молодшого, реж. І. Корольова (прем’єра відбулася 08.02.2017р.)
- «Музика, народжена країною» реж. К. Слажнєва (прем’єра відбулася 20.11.2018р.)
- «Музичний коктейль для гурманів» авт. і реж. І. Корольової (прем’єра відбулася 14.09.2018р.)
- «Неймовірні перевтілення» реж. К. Слажнєва (прем’єра відбулася 24.0.2016р.)
- «Обережно, жінки!» А. Курейчика, реж. С. Павлюк (прем’єра відбулася 14.02.2008р.)
- «Осінній рок-н-рол» М. Хейфеца, реж. Т. Аркушенко (прем’єра відбулася 23.11 2019р.)
- «Різдвяний бал Снігової Королеви» С. Новачука, реж. І. Корольова (прем’єра відбулася в грудні 2021р.)
- «Сам собі країна» А. Мовчан, реж. І. Корольова (прем’єра відбулася 23.06.2023р.)
- «Сюрприз» А. Марущака, реж. І. Корольова (прем’єра відбулася 16.10.2018р.)

### Сцена під дахом
- «Баба Пріся, або на початку і наприкінці часів» П. Ар’є, реж. С. Павлюк (прем’єра відбулася у 2017р.)
- «Безхребетність» І. Лаузунд, реж. С. Павлюк (прем’єра відбулася 19.02.2021р.)
- «Звірині історії» Д. Нігро, реж. Є. Карнаух (прем’єра відбулася 18.08.2021р.)
- «Межа, або у контейнері» К. Кеяну, реж. Р. Гілаш (прем’єра відбулася06.10.2017р.)
- «Моя хата скраю...» реж. С. Павлюк (прем’єра відбулася 20.05.2021р.)
- «Ображені. Росія» А. Курейчика, реж. С. Павлюк (прем’єра відбулася 18.05.2018р.)
- «Фейс_контроль» М. фон Майєнбурга, реж. Є. Резніченко (прем’єра відбулася 14.05.2019р.)

### Сцена під колом
- «Get happy» реж. С. Павлюк (прем’єра відбулася 03.02.2015р.)
- «Будинок на кордоні» С. Мрожека, реж. С. Павлюк (прем’єра відбулася 25.11.2014р.)
- «Кицька на спогад про темінь» Н. Нежданої реж. С. Павлюк (прем’єра відбулася 24.05.2017р., виставу відновлено 27.09.2022р.)
- «Лис-філософ» С. Мрожека, реж. С. Павлюк (прем’єра відбулася 08.07.2017р.)
- «Позивний "Горобчик"» Н. Ворожбит, реж. С. Павлюк (прем’єра відбулася 08.09.2023р.)
- «Порожнеча» реж. С. Павлюк (прем’єра відбулася 20.01.2016р.)
- «Юда» Л. Українки, реж. С. Павлюк (прем’єра відбулася 25.11.2017р.)

### Сцена на сцені
- «6,5» Л. Кудаєвої, авт. і реж. А. Май (прем’єра відбулася 04.09.2021р.)
- «Юстина» М. Матіос, реж. С. Павлюк (прем’єра відбулася 27.01.2015р.)

### Театр просто неба
- «Amore mio - Італія!» авт. і реж. І. Корольова (прем’єра відбулася 23.05.2020р.)
- «Вечір у Парижі» авт. і реж. І. Корольова (прем’єра відбулася у 2020р.)
- «Лісова пісня» Л. Українки, реж. С. Павлюк (прем’єра відбулася 26.05.2017р.)
- «Майська ніч» М. Гоголя, реж. С. Павлюк (прем’єра відбулася 24.05.2019р.)
- «Сон літньої ночі» В. Шекспіра, реж. Є. Резніченко (прем’єра відбулася 20.06.2020р.)
- «Як козаки відпочивали» авт. і реж. І. Корольова (прем’єра відбулася 19.08.2021р.)[28]

## Люди театру
Творче керівництво театру
- Олександр Книга — народний артист України, генеральний директор-художній керівник (з 1989р.)
- Сергій Павлюк — заслужений діяч мистецтв України, головний режисер театру
- Ірина Корольова — заслужена діячка мистецтв України, завідуюча режисерської частини
- Олексій Пономарьов — заслужений діяч мистецтв України, керівник музичної частини
- Марина Євенко — завідуюча трупи театру
- Альона Мовчан — керівниця літературно-драматургічної частини
- Валерія Мавріді-Михайловська — головна хормейстерка театру
- Артем Філенко — головний диригент театру
- Ольга Мудра — художниця-постановниця

Режисери
- Євгеній Резніченко — режисер

Артисти
- Анатолій Толок — народний артист України
- Олена Галл-Савальська — народна артистка України
- Олександра Тарновська — заслужена артистка України
- Світлана Добровольська — заслужена артистка України
- Сергій Михайловський — заслужений артист України
- Руслан Вишнивецький — заслужений артист України
- Тетяна Проворова — заслужена артистка України
- Таїсія Новачук — заслужена артистка України
- Світлана Казаченко — артистка драми вищої категорії
- Ольга Бойцова — артистка драми вищої категорії
- Ксенія Савельєва — артистка драми вищої категорії
- Євгенія Кірсанова — артистка драми вищої категорії
- Павло Костенко — артист драми вищої категорії
- Микола Степаненко — артист драми
- Андрій Кобєлєв — артист драми
- Вадим Гнідаш — артист драми
- Олена Пасько — артистка драми
- Андрій Клочко — артист драми
- Наталя Вишневська-Буренко — артистка-вокалістка
- Антон Лисенко — артист драми
- Олександр Мудрий — артист драми
- Костянтин Рогань — артист драми
- Сергій Мевша — артист драми
- Тетяна Мисак — артистка-вокалістка
- Поліна Дудченко — артистка драми
- Вікторія Кириченко — артистка-вокалістка
- Ольга Крилова — артистка драми
- Віталій Пронько — артист драми
- Євгеній Карнаух — артист драми
- Ольга Марфіна — артистка драми
- Михайло Саітов — артист драми
- Ангеліна Павлюк — артистка драми
- Катерина Бориславська — артистка драми
- Альона Мироненко — артистка-вокалістка
- Павло Стефанчишин — артист-вокаліст
- Ірина Чухалова — артист-вокаліст
- Олександр Цехместрук — артист-вокаліст[8]

### Оркестр
- Ольга Уварова — артист оркестру вищої категорії
- Володимир Кононов — артист оркестру вищої категорії
- Ігор Марченко — артист оркестру вищої категорії
- Лілія Кононова — артист оркестру вищої категорії
- Ігор Чуй — артист оркестру вищої категорії
- Григорій Воронін — артист оркестру вищої категорії
- Ганна Корочанська — артист оркестру вищої категорії
- Артем Бондар — артист оркестру вищої категорії
- Грузднєв Юрій — артист оркестру
- Баранов Олег — артист оркестру
- Кучер’єв Дмитро — артист оркестру
- Прокопенко Ірина — артист оркестру
- Каплична Єлизавету — артист оркестру
- Пята Вероніка — артист оркестру
- Видута Сергій — артист оркестру

### Балет
- Євгенія Бусс — артист балету вищої категорії
- Сергій Іванюк — артист балету вищої категорії
- Марія Карнаух — артист балету
- Юлія Нейбергер — артист балету
- Анастасія Кісліцина — артист балету
- Вадим Басістюк — артист балету